# Museo della cattedrale (Ferrara)
Il Museo della cattedrale di Ferrara è ubicato nella ex chiesa di San Romano in via San Romano, a pochi passi dalla cattedrale di San Giorgio. Raccoglie alcuni capolavori provenienti dalla cattedrale stessa.

## Storia

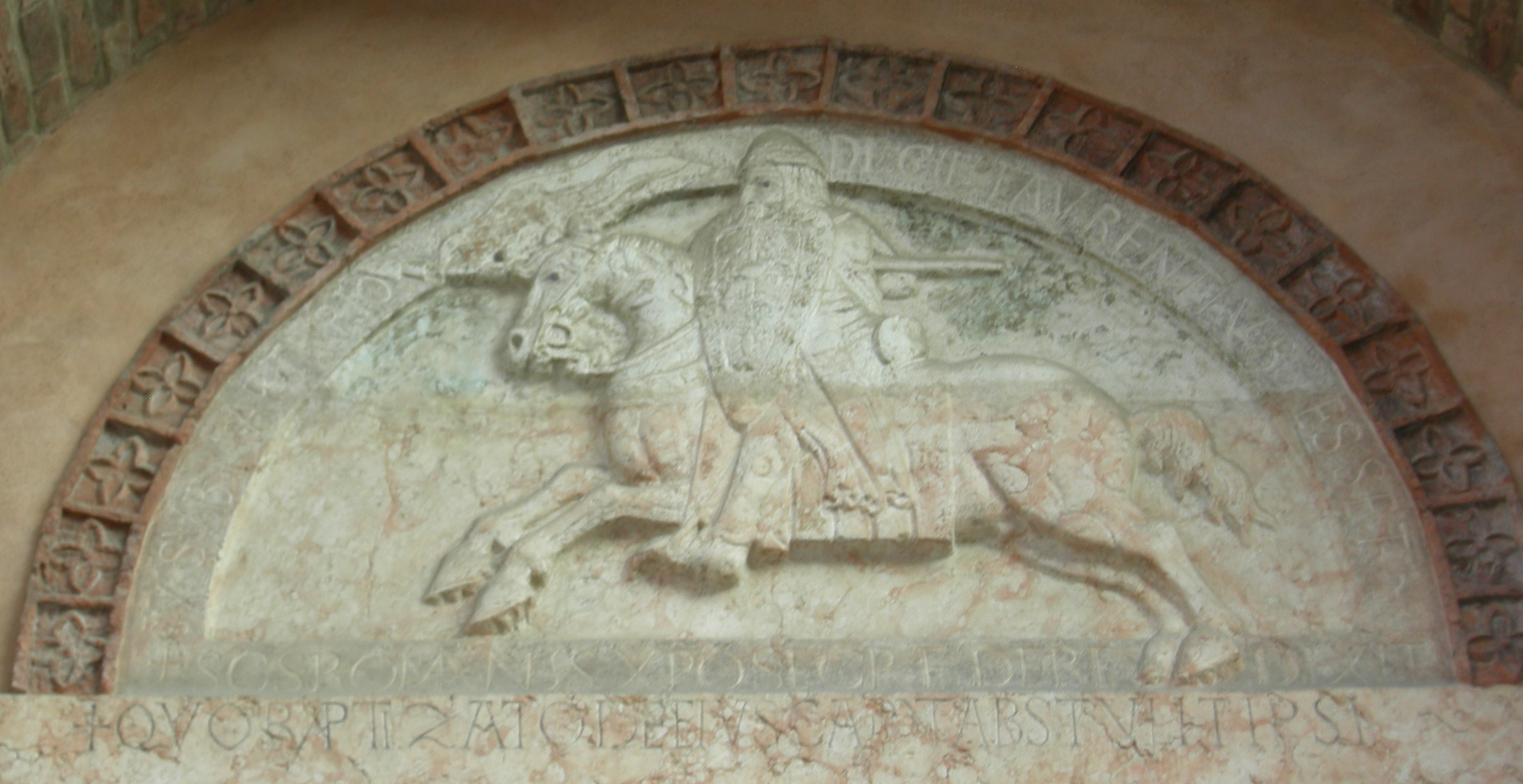
Timpano della chiesa di San Romano, opera di Nicholaus e bottega

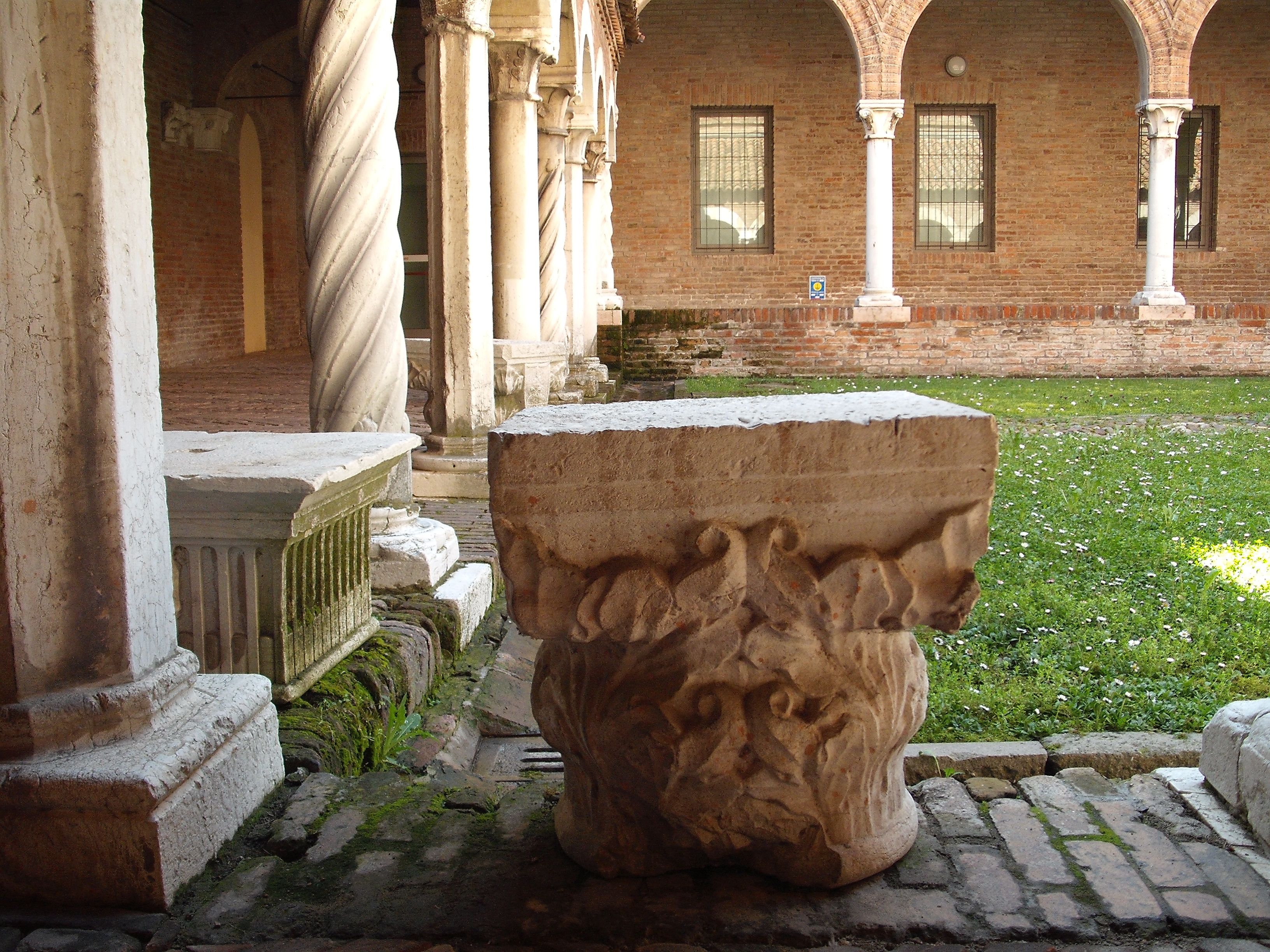
Chiostro di San Romano

Il museo venne istituito nel 1929 grazie alla collaborazione stretta tra l'autorità religiosa, nella persona dell'arcivescovo Ruggero Bovelli, e dell'autorità civile, il podestà Renzo Ravenna. Un contributo determinante si ebbe anche da Giuseppe Agnelli, allora direttore della Biblioteca Ariostea e figura importante nell'ambiente culturale ferrarese . La sua inaugurazione anticipò di pochi anni le manifestazioni per l'ottavo centenario del duomo e fu strettamente legata alla fondazione dell'ente Opera del Duomo.
Il museo è stato trasferito nel 2000 nella nuova sede della ex-chiesa di San Romano (della quale oltre che all'aula della chiesa resta un pregevole chiostro attorno al quale sono disposte alcune sale del museo e la biglietteria). Nel convento di San Romano già dal X secolo erano ospitati i monaci benedettini dell'abbazia di Fruttuaria, prima di passare ai canonici regolari di Sant'Agostino. Nel timpano del portale della chiesa è raffigurato san Romano in veste di cavaliere. L'opera è stata attribuita allo scultore Nicholaus, lo stesso del San Giorgio del timpano del portale maggiore del Duomo, e datata al 1143.

## Percorso espositivo

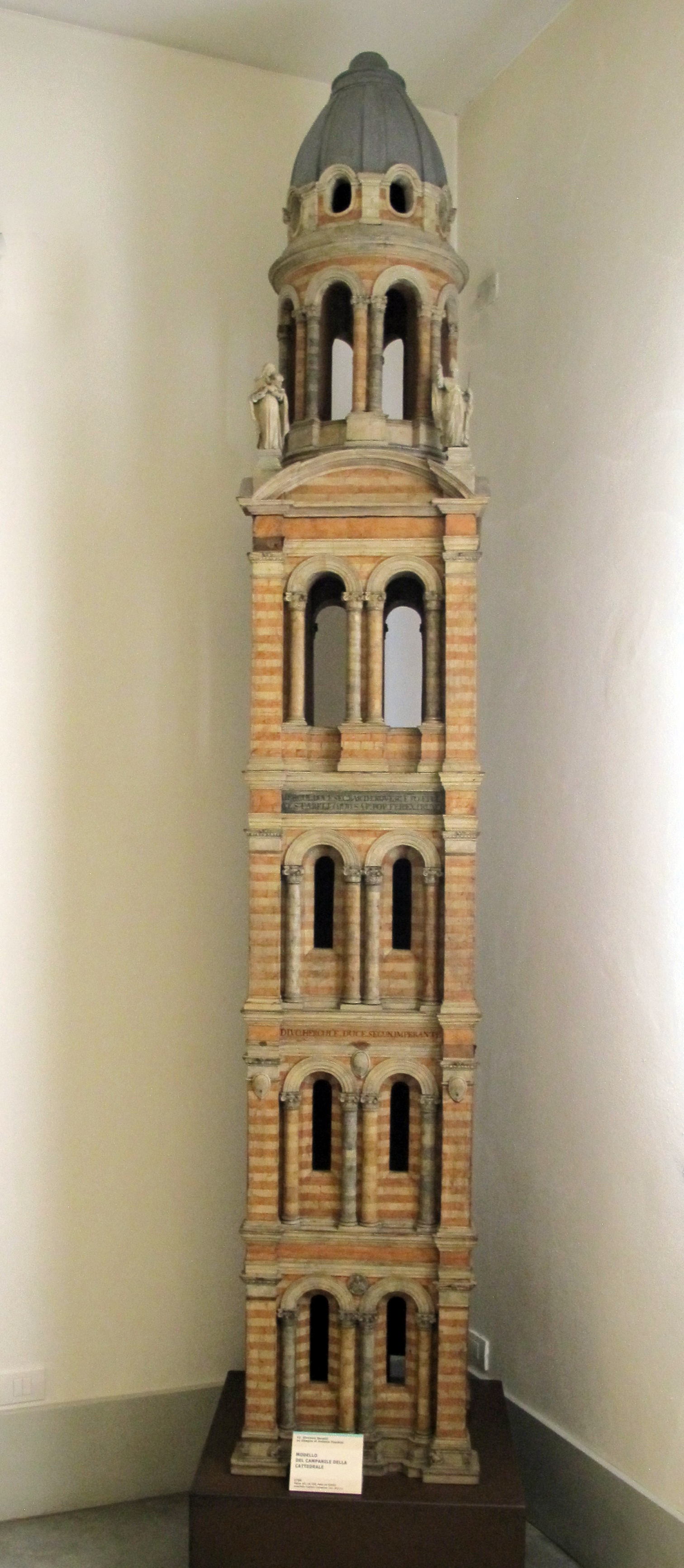
Modello del campanile del duomo secondo il progetto originale mai completato.

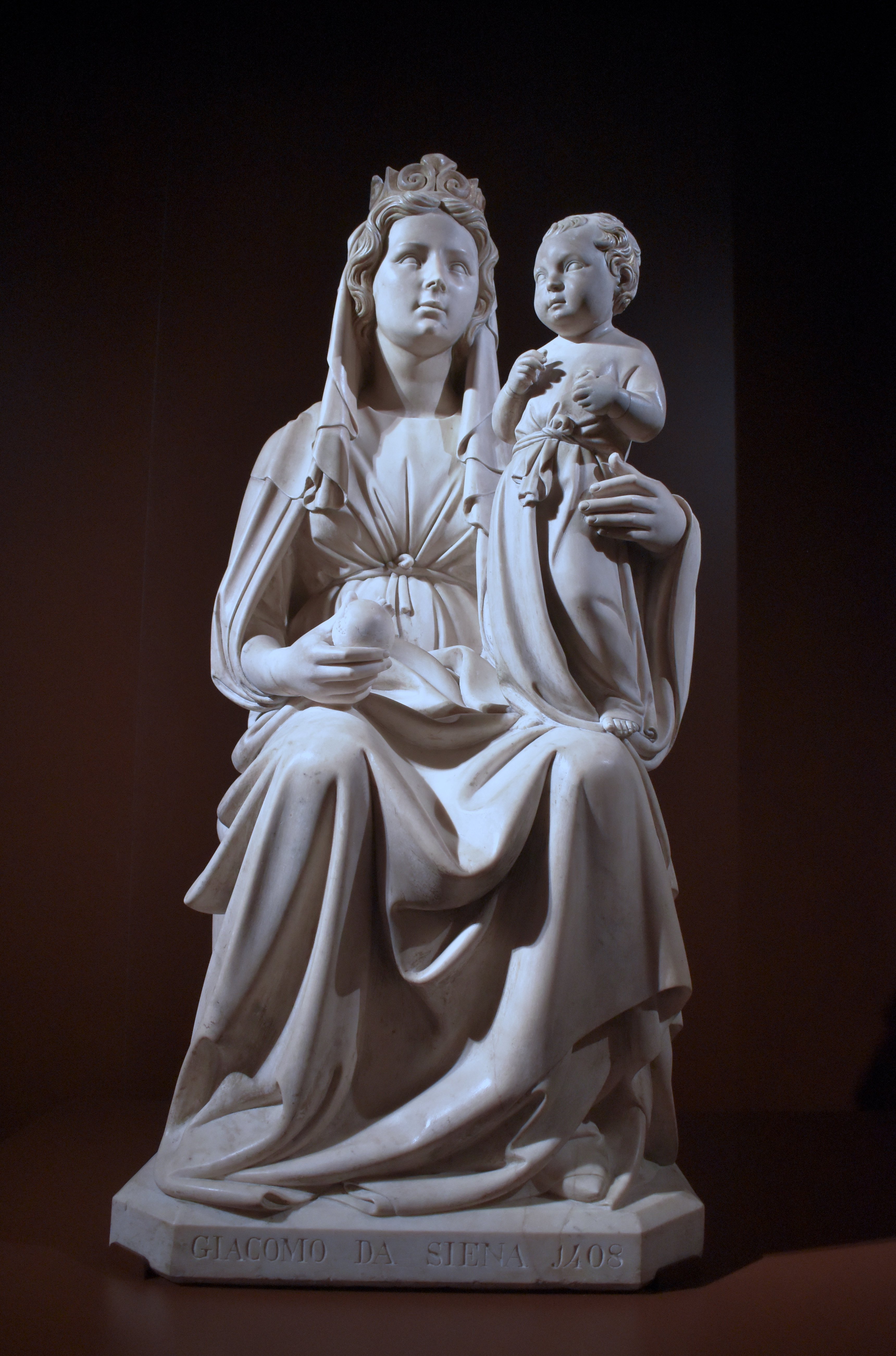
Madonna della Melagrana, di Jacopo della Quercia.

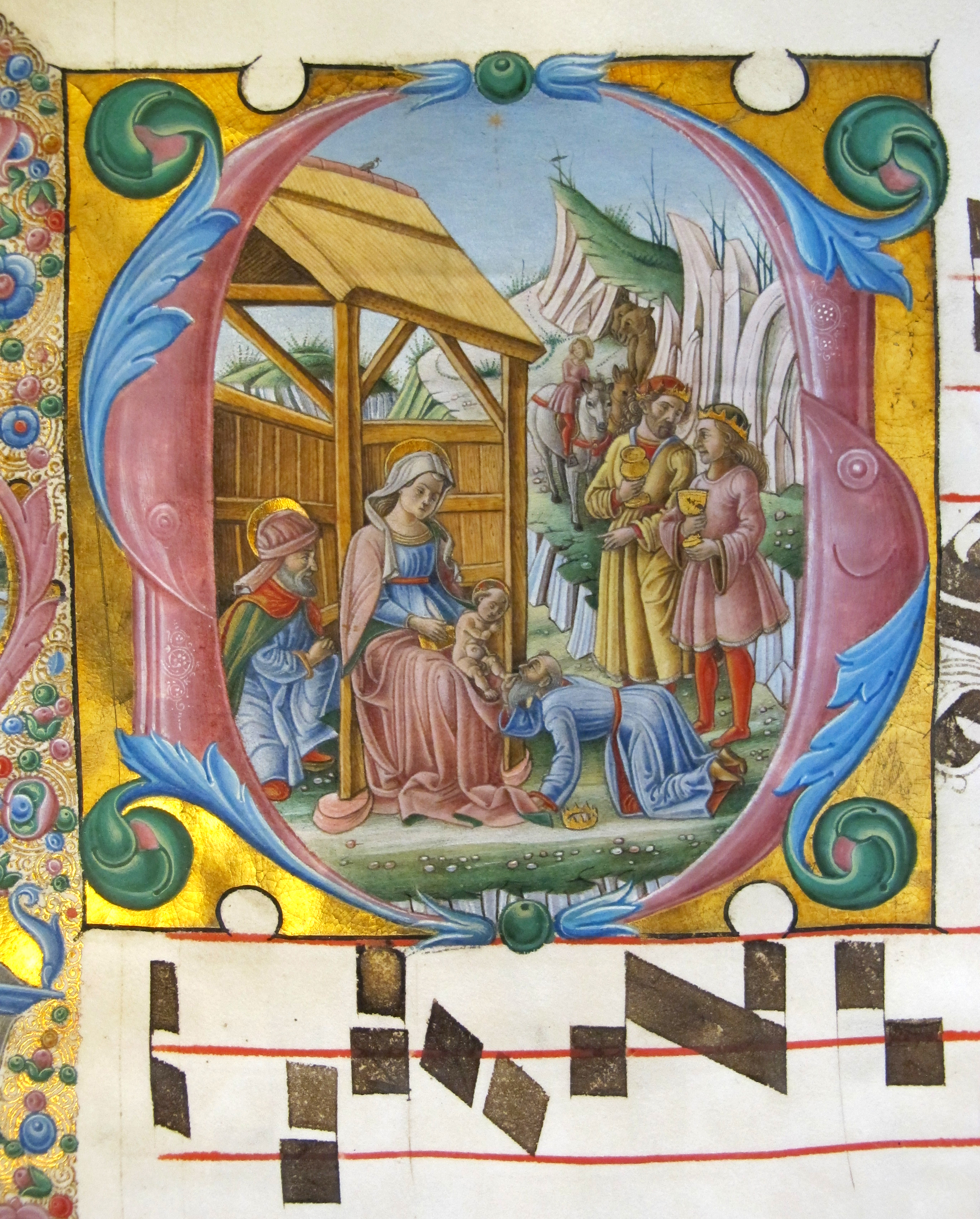
Antifonario di Jacopo Filippo Argenta.

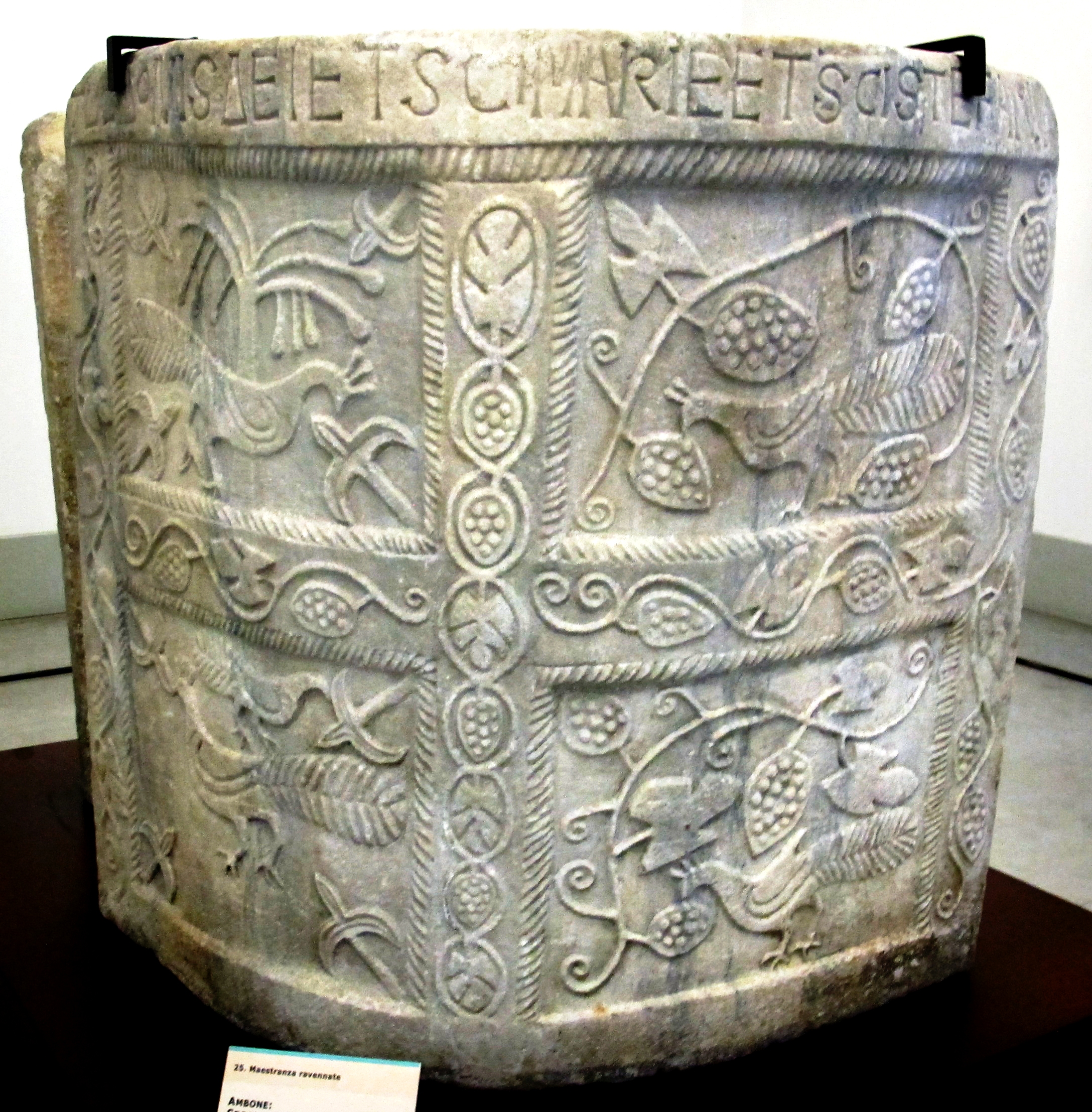
Ambone con motivi vegetali e animali

La prima sala è situata al primo piano, sopra la biglietteria, ed espone codici miniati tre-quattrocenteschi (un innario, un salterio e ventidue corali atlantici rinascimentali, miniati da Guglielmo Giraldi, caposcuola locale, da Jacopo Filippo Argenta, Martino da Modena, Giovanni Vendramin e don Sigismondo da Fiesso), materiali lapidei vari, tra i quali i resti di un ambone proveniente da Voghenza dell'VIII secolo e un ritratto di Giovanni Bessarione a bassorilievo, realizzato dopo la sua presenza in città durante il Concilio di Ferrara (1438). Qui si trova anche una ricostruzione di come avrebbe dovuto apparire il campanile, con la cella superiore a base circolare mai realizzata.
Alla seconda sala, situata nell'ex sagrestia della chiesa di San Romano e coperta da volte a crociera dipinte, si accede dal chiostro: conserva la Madonna della Melagrana (Madonna Silvestri) di Jacopo della Quercia (1403 - 1408), una Madonna col Bambino del Cavalier d'Arpino e un frammento a mosaico raffigurante la testa della Vergine di un anonimo maestro veneto-bizantino del XII secolo.
La terza e ultima sala è l'aula della chiesetta e conserva i maggiori capolavori:
- Le due ante dell'organo del duomo di Ferrara di Cosmè Tura, con il San Giorgio e la principessa da un verso e con un'Annunciazione inquadrata in una splendida architettura in prospettiva dall'altra (1469). Si tratta di una delle opere più famose della scuola ferrarese.
- Il ciclo dei Mesi, proveniente dalla Porta dei Mesi della cattedrale (distrutta nel Settecento). I vari altorilievi con le personificazioni e le attività agricole legate ai mesi sono opera dell'anonimo Maestro dei Mesi (attivo tra il 1220 e il 1230 circa), tra le più importanti figure nella scultura italiana del XIII secolo, anello di congiunzione tra Benedetto Antelami e Nicola Pisano.
- Una serie di otto splendidi arazzi, della metà del Cinquecento, con le storie di san Giorgio e di san Maurelio, eseguiti a Ferrara dalle manifatture estensi guidate dal fiammingo Johannes Karcher su cartoni del Garofalo e di Camillo Filippi.
- Un capitello con le Storie di san Giovanni Battista, duecentesco, sempre dalla Porta dei mesi.
- Altri materiali lapidei (Maestri Comacini, Maestri Campionesi e un pannello attribuito a Nicholaus).
- Una Madonna col Bambino e due donatori di Domenico Panetti e tre dipinti con soggetti religiosi di Garofalo.
- Alcuni pregevoli reliquiari del XIV e XV secolo, paramenti sacri.